# Odoanus
Odoanus är ett släkte av skalbaggar. Odoanus ingår i familjen vivlar.
Kladogram enligt Catalogue of Life:
| Odoanus | \| \| Odoanus bakeri \| \| \| \| |
|         | \| \| Odoanus bakeri \| \| \| \| |
|         | Odoanus bakeri                   |
|         |                                  |